# 扎吉里亞 (普斯托梅特區)
49°42′16″N 24°2′49″E / 49.70444°N 24.04694°E

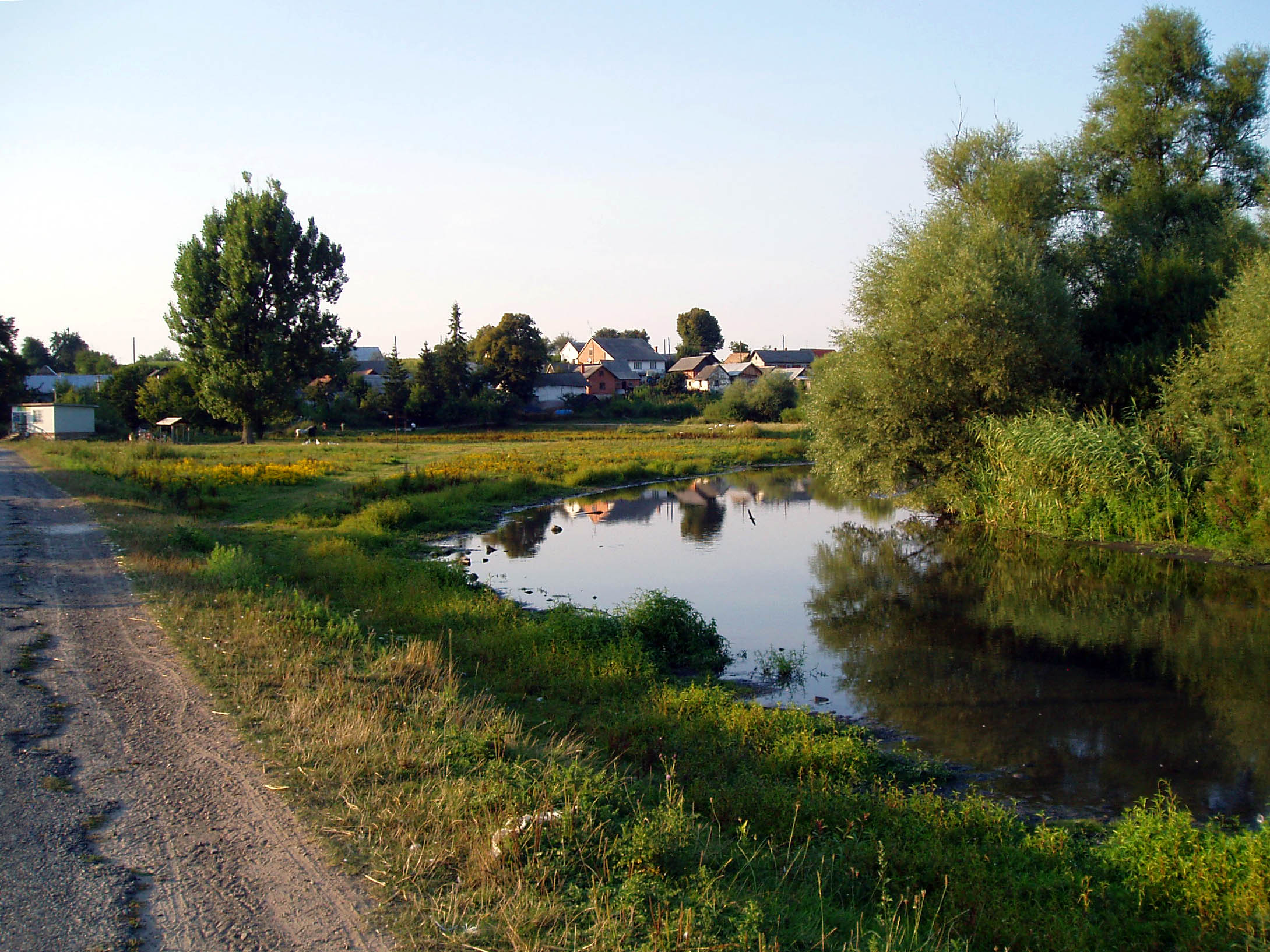

扎吉里亞（烏克蘭語：Загір'я），是烏克蘭西部的村莊，隸屬利維夫州的利維夫區。該村面積1.33平方公里，海拔高度295米，2017年 （页面存档备份，存于）人口283，人口密度每平方公里234.59人。